# Volksbank Emstal
Die Volksbank Emstal eG ist eine deutsche Genossenschaftsbank mit Sitz im Stadtteil Rütenbrock in der niedersächsischen Stadt Haren (Ems) im Landkreis Emsland. Der Verwaltungssitz befindet sich in Lathen.

## Geschichte
Die heutige Volksbank Emstal eG entstand im Wesentlichen aus drei großen Vorgängerinstituten. Im Jahr 2000 erfolgte die Fusion der Raiffeisenbank Rütenbrock-Hebelermeer eG mit dem Sitz in Rütenbrock und der Lathener Bank eG mit dem Sitz in Lathen zur Volksbank Emstal Rütenbrock-Lathen eG mit dem Sitz in Rütenbrock. Diese wiederum fusionierte zwei Jahre später mit der Spar- und Darlehenskasse eG Dersum mit dem Sitz in Dersum zur heutigen Volksbank Emstal eG.

### Lathener Bank Raiffeisen eG
In Zeiten großer Probleme für die ländliche Wirtschaft gründeten 16 Bauern aus Düthe, Oberlangen, Niederlangen, Kathen-Frackel und Melstrup am 22. Juni 1886 den Lathener Spar- und Darlehenskassenverein e.G.h.u.H. Das Motto war: „Vereint sind auch die Schwachen mächtig“. In der damaligen Gaststätte Brüggemann am alten Marktplatz versammelten sie sich, um gemeinsam ihre Ideen einer Kreditgenossenschaft verwirklichten. Im Jahr 1910 zählte der Lathener Spar- und Darlehenskassenverein bereits 395 Mitglieder. Das Betriebskapital betrug 1.500.000,- Mark und der Verein verwaltete 1.350.000,- Mark an Spareinlagen, was auf ein großes Vertrauen der ländlichen Bevölkerung schließen lässt. Im Jahr 1951 änderte sich die Firmenbezeichnung der Genossenschaft in Lathener Bank eGmbH. In diesem Jahr begann die Bank, dezentral Sprechstunden in der Volksschule Neusustrum und in Sustrum-Moor abzuhalten. Zwei Jahre später wurde die alte Hofstelle des ausgesiedelten Bauern Anton Rose an der Hauptstraße erworben, zur Errichtung eines modernen Bankgebäudes.
Im Jahr 1969 änderte sich aufgrund eines neuen Genossenschaftsgesetzes die Firmenbezeichnung in Lathener Bank - Raiffeisen - eGmbH. Die Spar- und Darlehnskasse eGmbH Wippingen mit dem Sitz in Wippingen wurde durch die Fusion am 4. Mai 1969 zur ersten Zweigstelle der Lathener Bank - Raiffeisen - eGmbH.
Mit der Raiffeisenbank Sustrum-Moor eG mit dem Sitz in Sustrum-Moor fusionierte die Lathener Bank - Raiffeisen - eG im Jahr 1978 und im Jahr 1979 erfolgte die Fusion mit der Raiffeisenbank Niederlangen eG mit dem Sitz in Niederlangen. Im Jahr 1980 wurde das Anwesen der Familie Schröder in Sustrum-Moor gekauft. Nach dem Umbau konnte hier die zweite Zweigstelle eröffnet werden. Im Jahr 1984 folgte der Bau der dritten Zweigstelle in Niederlangen.

### Raiffeisenbank Rütenbrock eG
Am 10. November 1895 wurde die „Spar- und Darlehenskasse Rütenbrock eG“ gegründet. Der damalige Grundsatz war: „Gemeinnutz geht vor Eigennutz“. Bei der Gründungsversammlung waren 24 Männer aus Rütenbrock und den umliegenden Moorkolonien anwesend. Laut Protokoll wurden zum ersten Vorstand Andreas Schoo, Gerhard Dülmer und Max Büter gewählt. Der Erfolg der Kasse steigerte sich Jahr für Jahr. 1910 war die Mitgliederzahl auf 143 gestiegen und es konnte ein Umsatz von 202.473 Mark verzeichnet werden. Im Jahr 1960 folgte die Fusion der Raiffeisenbank eGmbH Rütenbrock mit der Raiffeisenkasse Erika eGmbH mit dem Sitz in Erika (im Haus Kremer-Ochmann) und der Raiffeisenkasse Altenberge eGmbH mit dem Sitz in Altenberge (Haren) (im Haus Mäsker). Zwei Jahre später erfolgte die Fusion mit der Raiffeisenkasse Fehndorf eGmbH mit dem Sitz im Haus Schleper in Fehndorf.
Im Jahr 1968 wurden die Pläne für ein neues Gebäude direkt neben der alten Bank erstellt. Zehn Jahre später, auf der Generalversammlung am 18. Mai 1978, beschlossen die Mitglieder die Verschmelzung der Raiffeisenbank Rütenbrock eG mit der Raiffeisenkasse mit Warenverkehr Hebelermeer eG mit dem Sitz in Hebelermeer zur Raiffeisenbank Rütenbrock-Hebelermeer eG. Die Fusion wurde 1979 vollzogen.

### Spar- und Darlehenskasse eG Dersum
Die Gründung der Spar- und Darlehenskasse eG Dersum fand mit der Versammlung unter Vorsitz von Landwirt Hermann Ganseforth im Juli 1922 statt. Den Vorstand bildeten Gerhard Gruber, Johann Jansen und Gerhard Ahlers. Der Geschäftsbetrieb fand in den ersten Jahren in der Dienstwohnung des Lehrers Jansen statt. Nach schweren Nachkriegsjahren fusionierte im Jahr 1953 die Spar- und Darlehnskasse eGmbH Dersum mit der Spar- und Darlehnskasse Steinbild eGmbH mit dem Sitz in Steinbild. Da aufgrund des Emslandplans und des Wirtschaftswunders die Geschäfte zunahmen, wurde im August 1962 ein eigenes Bankgebäude realisiert. Es folgten Um- und Erweiterungsbauten der Dersumer Bank in den Jahren 1976/77 und 1990. Im Jahr 1979 erfolgte die Fusion der Spar- und Darlehnskasse e.G. Dersum mit der Spar- und Darlehnskasse Hasselbrock eG mit dem Sitz in Hasselbrock.

## Rechtsverhältnisse
Die Volksbank Emstal eG ist im Genossenschaftsregister beim Amtsgericht Osnabrück unter GnR 120016 eingetragen.

## Organisationsstruktur
Rechtsgrundlagen sind das Genossenschaftsgesetz und die durch die Generalversammlung beschlossene Satzung. Organe der Bank sind der Vorstand, der Aufsichtsrat und die Generalversammlung. Der Vorstand der Volksbank Emstal eG besteht aus zwei Mitgliedern, die vom Aufsichtsrat bestellt wurden. Der Aufsichtsrat wird von der Generalversammlung gewählt. Die Generalversammlung der Mitglieder ist das zentrale Willensbildungsorgan der Bank.

## Sicherungseinrichtung
Die Volksbank Emstal eG ist der amtlich anerkannten Sicherungseinrichtung des Bundesverbandes der Deutschen Volksbanken und Raiffeisenbanken GmbH und der zusätzlichen freiwilligen Sicherungseinrichtung des Bundesverbandes der Deutschen Volksbanken und Raiffeisenbanken e.V. angeschlossen.

## Geschäftsausrichtung
Die Volksbank Emstal eG betreibt das Universalbankgeschäft. Im Verbundgeschäft arbeitet sie mit der DZ Bank, R+V Versicherung, Bausparkasse Schwäbisch Hall, Teambank, VR Smart Finanz, DZ Privatbank, Münchner Hyp DZ Hyp und der Union Investment zusammen.

## Gesellschaftliches Engagement
Die Volksbank Emstal eG fördert gemeinnützige Organisationen, Vereine und Verbände in ihrem Geschäftsgebiet u. a. durch die jährliche Ausschüttung von Reinerträgen. Das Spenden- und Sponsoringvolumen für die Region betrug im Jahr 2022 über rund 85.000 €.
Im Jahr 2016 gründete die Bank die Volksbank Emstal Stiftung, um das außerordentliche Engagement von regionalen Vereinen und Verbänden auszuzeichnen.

## Geschäftsgebiet
Das Geschäftsgebiet liegt im Westen des Landkreises Emsland.
An diesen Orten betreibt die Bank Filialen:
- Rütenbrock (jur. Sitz, Geschäftsstelle)
- Lathen (Hauptstelle, Geschäftsstelle)
- Dersum (Geschäftsstelle)
- Steinbild (Geschäftsstelle)
- Wippingen (Geschäftsstelle)
- Altenberge (Geschäftsstelle)
- Hebelermeer (Geschäftsstelle)